# Puopč, ki je imel rad oblake
Puopč, ki je imel rad oblake je pravljica, objavljena v knjigi ljudskih pravljic Na rdečem oblaku vinograd rase: Pravce n štorje od Matajurja do Korade, ki jo je napisal in ilustriral Pavel Medvešček, etnolog, pisatelj, slikar in grafik. Pravljica je bila zabeležena v vasi Golo Brdo v Goriških brdih leta 1953.

## Vsebina
Puopč (fantek) je imel zelo rad oblake in jih je gledal, kadarkoli je le imel čas. Kraljica oblakov mu je zato podarila majhen zelen oblak. Puopč ga je imel privezanega, da mu ne bi ušel. Če je pripekalo sonce, se je lahko umaknil v njegovo senco, če je potreboval osvežitve ali je bil žejen, je trikrat potegnil za vrv in že se je ulil dež, če je hotel kam oditi, ga je zajahal in z njim letel. Prišla je jesen in oblak je porjavel, z zimo je posivel, nato pa je ob prvi burji razpadel v sneg. Puopču pa je ostala vrv in lepi spomini.

## Analiza pravljice
Gre za ljudsko pravljico. Glavna oseba je poupč, fantek, stranska pa kraljica oblakov. Pomembno vlogo ima tudi oblak, ki je neznačilne barve: je zelen. Vsebuje nekatere tipične pravljične elemente: čas in prostor dogajanja nista določena, nastopa pravljična oseba (kraljica oblakov), drugi pa so izpuščeni (ni pravljičnega števila, ni kontrasta dobro-zlo …) Oblakova barva se spreminja glede na letne čase: spomladi je zelen, na jesen postane rjav, z zimo pa siv.